# Berge (Anröchte)
Berge ist ein Ortsteil der Gemeinde Anröchte in Nordrhein-Westfalen, Deutschland und gehört zum Kreis Soest.

## Geographie
Berge liegt etwa 2,5 km östlich von Anröchte im Südosten des Kreises Soest. Berge grenzt an die Ortschaften Anröchte, Erwitte und Weickede.

## Geschichte
Berge wird 1216 erstmals urkundlich erwähnt. 

„In diesem Jahr tauschen die beiden Klöster Oerdingen (heute Lennestadt) und Rumbeck (heute Stadt Arnsberg) Ländereien ihrer Höfe in Berge und Sirenchusen (vermutlich das heutige Seringhausen) wegen ungünstiger Lage gegen Ländereien, die in ihrer Nachbarschaft liegen.“

Der Hof Berge wurde 1302 an das Kloster Oelinghausen übertragen. Der Ortsname hängt vermutlich nicht mit seiner Lage zusammen, sondern leitet sich ab von dem Wort „bergen“ („schützen“).
Die bis dahin selbständige Gemeinde kam am 1. Januar 1975 zu Anröchte und ist seitdem einer von zehn Ortsteilen.

## Politik

### Ortsvorsteher
Olaf Reen (CDU)

### Wappen
Das Berger Wappen wurde am 1. Oktober 1952 genehmigt.
Blasonierung

„In Gold unter einem roten Sparren ein schräglinks gestellter roten Schlägel, überzogen mit einem roten Winkeleisen.“

## Gebäude
Ein ortsbildprägendes Gebäude ist die katholische Pfarrkirche St. Michael.